# Procolpia emarginata
Procolpia emarginata är en insektsart som först beskrevs av Jean Guillaume Audinet Serville 1831.  Procolpia emarginata ingår i släktet Procolpia och familjen Romaleidae. Inga underarter finns listade i Catalogue of Life.